# Ian Stewart (Rennfahrer)
Ian Macpherson McCullum Stewart (* 15. Juli 1929 in Edinburgh, Schottland; † 19. März 2017 in Crieff, Perthshire, Schottland) war ein britischer Automobilrennfahrer.

## Karriere
Ian Stewart, nicht verwandt mit den Brüdern Jimmy und dem dreifachen Formel-1-Weltmeister Jackie Stewart, begann 1951 auf der Britischen Insel Automobilrennen zu fahren. Vorerst kam ein privater Jaguar XK 120 zum Einsatz, mit dem er vor allem in England bei nationalen Rennen an den Start ging.
Stewart war Gründungsmitglied der schottischen Rennmannschaft Ecurie Ecosse, für die er ab 1952 Rennen fuhr. Unter anderem gewann er im selben Jahr das Jersey Road Race und die Wakefield Trophy auf einem Jaguar D-Type.
1953 bestritt er auf einem Formel-2-Connaught Type A den Großen Preis von Großbritannien in Silverstone, der Bestandteil der Fahrerweltmeisterschaft 1953 war. Nach einem Zündungsdefekt musste er das Rennen jedoch vorzeitig beenden. Stewart nahm außerdem an einigen Grands Prix teil, deren Ergebnisse nicht in die Meisterschaftswertung eingingen. Ebenfalls im Jahr 1953 gelang es ihm, zusammen mit seinem Teamkollegen Roy Salvadori, diesmal auf einem Jaguar C-Type, den zweiten Platz beim 1000-km-Rennen auf dem Nürburgring zu belegen. Bei den 24 Stunden von Le Mans kam er mit Partner Peter Whitehead als Vierter ins Ziel.
Stewarts sportliche Karriere endete 1954 beim 1000-Kilometer-Rennen auf dem Autódromo Oscar Alfredo Gálvez in Buenos Aires. Nach einem schweren Unfall im Rennen und der darauffolgenden langen Genesungszeit, beeinflusst auch durch seine Hochzeit im gleichen Jahr, zog Stewart sich Mitte der Saison vom Rennsport zurück, um in Perth and Kinross, wo er lebte, landwirtschaftliche Arbeiten zu betreiben.

## Statistik

### Statistik in der Automobil-Weltmeisterschaft

#### Gesamtübersicht
| Saison | Team          | Chassis          | Motor              | Rennen | Siege | Zweiter | Dritter | Poles | schn. Rennrunden | Punkte | WM-Pos. |
| ------ | ------------- | ---------------- | ------------------ | ------ | ----- | ------- | ------- | ----- | ---------------- | ------ | ------- |
| 1953   | Ecurie Ecosse | Connaught Type A | Lea-Francis 2.0 L4 | 1      | −     | −       | −       | −     | −                | −      | NC      |
| Gesamt | Gesamt        | Gesamt           | Gesamt             | 1      | −     | −       | −       | −     | −                | −      |         |

#### Einzelergebnisse
| Saison | 1 | 2 | 3 | 4 | 5   | 6 | 7 | 8 | 9 |
| ------ | - | - | - | - | --- | - | - | - | - |
| 1953   |   |   |   |   |     |   |   |   |   |
|        |   |   |   |   | DNF |   |   |   |   |

| Legende  | Legende            | Legende                                                          |
| Farbe    | Abkürzung          | Bedeutung                                                        |
| -------- | ------------------ | ---------------------------------------------------------------- |
| Gold     | –                  | Sieg                                                             |
| Silber   | –                  | 2. Platz                                                         |
| Bronze   | –                  | 3. Platz                                                         |
| Grün     | –                  | Platzierung in den Punkten                                       |
| Blau     | –                  | Klassifiziert außerhalb der Punkteränge                          |
| Violett  | DNF                | Rennen nicht beendet (did not finish)                            |
| Violett  | NC                 | nicht klassifiziert (not classified)                             |
| Rot      | DNQ                | nicht qualifiziert (did not qualify)                             |
| Rot      | DNPQ               | in Vorqualifikation gescheitert (did not pre-qualify)            |
| Schwarz  | DSQ                | disqualifiziert (disqualified)                                   |
| Weiß     | DNS                | nicht am Start (did not start)                                   |
| Weiß     | WD                 | zurückgezogen (withdrawn)                                        |
| Hellblau | PO                 | nur am Training teilgenommen (practiced only)                    |
| Hellblau | TD                 | Freitags-Testfahrer (test driver)                                |
| ohne     | DNP                | nicht am Training teilgenommen (did not practice)                |
| ohne     | INJ                | verletzt oder krank (injured)                                    |
| ohne     | EX                 | ausgeschlossen (excluded)                                        |
| ohne     | DNA                | nicht erschienen (did not arrive)                                |
| ohne     | C                  | Rennen abgesagt (cancelled)                                      |
| ohne     | keine WM-Teilnahme |                                                                  |
| sonstige | P/fett             | Pole-Position                                                    |
| sonstige | 1/2/3/4/5/6/7/8    | Punktplatzierung im Sprint-/Qualifikationsrennen                 |
| sonstige | SR/kursiv          | Schnellste Rennrunde                                             |
| sonstige | *                  | nicht im Ziel, aufgrund der zurückgelegten Distanz aber gewertet |
| sonstige | ()                 | Streichresultate                                                 |
| sonstige | unterstrichen      | Führender in der Gesamtwertung                                   |

### Le-Mans-Ergebnisse
| Jahr | Team             | Fahrzeug                | Teamkollege      | Platzierung | Ausfallgrund       |
| ---- | ---------------- | ----------------------- | ---------------- | ----------- | ------------------ |
| 1952 | Jaguar Cars Ltd. | Jaguar C-Type           | Peter Whitehead  | Ausfall     | Zylinder überhitzt |
| 1953 | Jaguar Cars Ltd. | Jaguar C-Type           | Peter Whitehead  | Rang 4      |                    |
| 1954 | David Brown      | Aston Martin DB3S Coupé | Graham Whitehead | Ausfall     | Unfall             |

### Einzelergebnisse in der Sportwagen-Weltmeisterschaft
| Saison | Team                       | Rennwagen                       | 1   | 2   | 3   | 4   | 5   | 6   | 7   |
| ------ | -------------------------- | ------------------------------- | --- | --- | --- | --- | --- | --- | --- |
| 1953   | Jaguar Ecurie Ecosse       | Jaguar C-Type                   | SEB | MIM | LEM | SPA | NÜR | RTT | CAP |
| 1953   | Jaguar Ecurie Ecosse       | Jaguar C-Type                   |     |     | 4   |     | 2   | DNF |     |
| 1954   | Ecurie Ecosse Aston Martin | Jaguar C-Type Aston Martin DB3S | BUA | SEB | MIM | LEM | RTT | CAP |     |
| 1954   | Ecurie Ecosse Aston Martin | Jaguar C-Type Aston Martin DB3S | DNF |     |     | DNF |     |     |     |